# 梅本佑利
梅本 佑利（うめもと ゆうり、Yuri Umemoto、2002年4月23日 - ）は、日本の現代音楽の作曲家。

## 生い立ち
2002年東京都に生まれる。千代田区神田育ち。
生まれてすぐに、キリスト教、カトリックの洗礼を受け、グレゴリオ聖歌などの宗教音楽、合唱から音楽の道に進んだ。
父は1990年代にNTTの社員を務めており、コンピューターへの関心が強かった（梅本曰く「まるでパソコン・オタクのようだった」）。そのため、2000年代、秋葉原の電気街と、パソコンショップで幼少期の多くの時間を過ごした。そこで梅本は、オタクカルチャーの影響を多分に受けて育った。

## 作風
2020年以降、初期の作品における梅本の文脈は、まず、西洋音楽における物語消費性と消費主義的な現代日本のポップカルチャーの観察に始まり、西洋美術における村上隆をはじめとする芸術運動スーパーフラットの潮流を西洋音楽で再解釈することを試みた。作風は、1980年代以降から現在に至るまでの日本のゲーム、2000年代、2010年代以降のアニメ、萌えカルチャーからの影響が顕著であり、例えば、アニメの音声、キャラクターボイスをサンプリングして直接作品に用いたり、ゲームの効果音のような音型を素材として扱ったり、電波ソングの様式を超絶技巧的なヴァイオリン独奏曲の形式に転写するなどした。また、音楽作品に、二次元キャラクターの視覚イメージを付随させる方法も特徴的である。
梅本の作曲は、特に山根明季子をはじめとして、ヨハネス・クライドラー、ヤコブ・テル・ヴェルデュイ、スティーブ・ライヒからの影響を受けていると公言している。
「萌え²少女」（2022年）などの作品では、日本のインターネットカルチャー音MADの手法を、西洋芸術音楽における「スピーチ・メロディ」と同一視して扱っている。それは、スティーブ・ライヒが「ディファレント・トレインズ」（1988年）で実践したような、微分音的な話し声のピッチを西洋楽器の音律や、ピアノの十二平均律で模倣するものである。
2022年には山根明季子、ヴァイオリニストの成田達輝と共に、アーティスト・コレクティブ「mumyo」（合同会社無名）を設立した。

## 経歴
2018年、秋吉台の夏現代音楽講習会の参加から作曲活動を始め、2019年には、16歳で作曲したギター作品が、藤倉大によって、（彼が芸術監督を務める）「ボンクリ・フェス」（東京芸術劇場）で紹介された。その後、仙台クラシックフェスティバル、東京・春・音楽祭、東京オペラシティ主催公演「BtoC」などの企画、音楽祭で委嘱され、作品は、国内外の演奏家、アンサンブル、オーケストラなどに演奏されている。
2018年に東京音楽大学付属高等学校に入学、作曲を川島素晴に師事。その後、愛知県立芸術大学に入学した。
2021年には、ヤマハ株式会社との共同開発による人工知能合奏システムを用いた新作を発表。2023年には、テレビ番組「題名のない音楽会」（テレビ朝日）での坂本龍一監修による編曲作業、東京コレクションでのファッションショー音楽の制作など、多方面でのコラボレーションも行なっている。

### mumyo
「mumyo」（ムミョウ）は、2022年に設立された梅本佑利、山根明季子、成田達輝によるアーティスト・コレクティブ、芸術商社。運営組織の「合同会社無名」の代表は、梅本、山根が務める。
「mumyo」は、音楽家の坂本龍一による命名で、枕草子に登場する一条天皇の琵琶の故事に基づく。
無名といふ琵琶の御琴を上の持てわたらせたまへるに　見などして掻き鳴らしなどすと言へば　弾くにはあらで緒などを手まさぐりにして これが名よいかにとかと聞えさするに　ただいとはかなく名もなしと　のたまはせたるは　なほいとめでたしとこそ覚えしか--三巻本89段

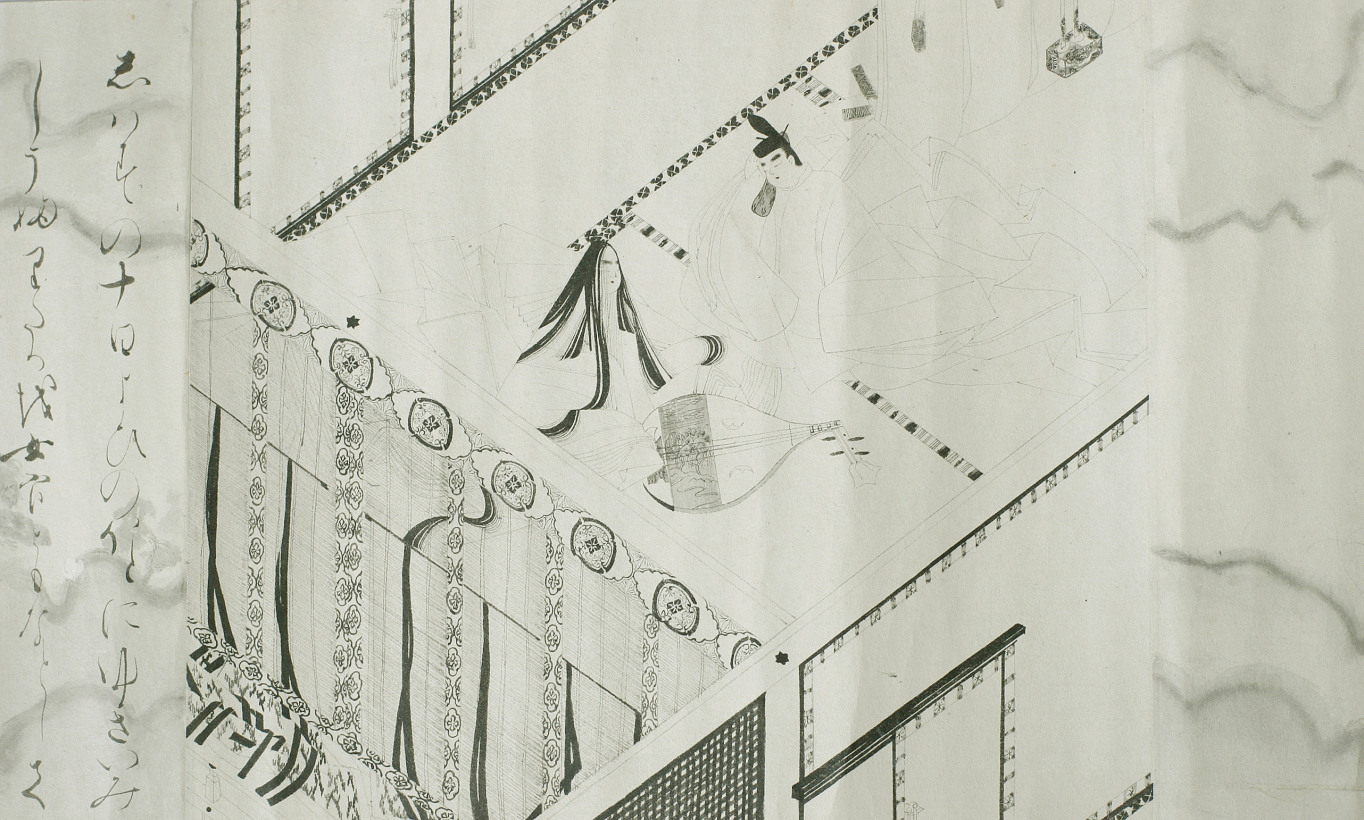
「枕草子絵詞」 一条天皇が「無名」という琵琶を持って中宮定子のもとを訪れ、琵琶の名を問うと定子は「ただいとはかなく、名もなし」と答えた（三巻本89段）。

## 主要作品

### ソロ作品
- スーパーバッハボーイ （2020年）'SUPERBACHBOY' for cello
- もももも萌え萌え♡ （2021年）'MOMOMOMOMOEMOE♡' for violin
- 萌え²少女（2022年）'Moe²Girl' for cello

### 室内楽作品
- Fluffy Pink!（2020年）for string quartet
- Devil Boy （2021年）for violin and AI-piano

### 管弦楽作品
- Oo./x（2020年）for orchestra